# سیارک ۱۱۴۰۲۴
سیارک ۱۱۴۰۲۴ (به انگلیسی: 114024 Scotkleinman، نامگذاری:2002UB62)۱۱۴۰۲۴مین سیارک کشف شده‌است که در ۳۰ اکتبر ۲۰۰۲ کشف شد.